# James Prior
James „Jim“ Michael Leathes Prior, Baron Prior PC (* 11. Oktober 1927; † 12. Dezember 2016) war ein britischer Politiker der Conservative Party.

## Biografie
Nach dem Besuch der traditionsreichen, elitären Charterhouse School leistete er seinen Militärdienst in der British Army im Royal Norfolk Regiment der 3. Infanteriedivision. Danach absolvierte er ein Studium im Fach Immobilienmanagement am Pembroke College der University of Cambridge, das er mit einem Bachelor of Arts (BA Estate Management) abschloss.
Seine politische Laufbahn begann er als Kandidat der Conservative Party, als er 1959 erstmals zum Abgeordneten in das Unterhaus (House of Commons) gewählt wurde und dort bis 1983 den Wahlkreis Lowestoft vertrat. Danach war er bis 1987 Abgeordneter im Unterhaus für den Wahlkreis Waveney.
Nach dem Wahlsieg der Tories bei den Unterhauswahlen 1970 wurde er von Premierminister Edward Heath zum Minister für Landwirtschaft, Fischerei und Ernährung in dessen Kabinett berufen. Nach einer Regierungsumbildung war er von 1972 bis zum Ende der Amtszeit von Heath 1974 Lord President of the Council sowie zeitgleich Führer der konservativen Mehrheitsfraktion im Unterhaus (Leader of the House of Commons). Während dieser Zeit war er ein enger Vertrauter und Berater des Premierministers.
Nach der Wahlniederlage von Heath bei den Unterhauswahlen im Februar 1974 bewarb er sich um das Amt des Vorsitzenden der Conservative Party. Nachdem Heath am 4. Februar 1975 im 1. Wahlgang um die Wahl als Vorsitzender der Conservative Party gegen seine Herausforderin Margaret Thatcher unterlegen war, trat der bisherige Schatten-Oppositionsführer John Peyton im 2. Wahlgang am 11. Februar 1975 gegen diese als Gegenkandidat an. Allerdings unterlag Peyton und erzielte nach Thatcher (146 Stimmen) und dem von Heath favorisierten William Whitelaw (79 Stimmen) sowie Geoffrey Howe und Prior (jeweils 19 Stimmen) lediglich 11 Stimmen und damit den letzten Platz der fünf Kandidaten des zweiten Wahlgangs.
Premierministerin Margaret Thatcher ernannte Prior nach dem Gewinn der Unterhauswahlen vom 3. Mai 1979 zunächst zum Minister für Beschäftigung. Nach einer Regierungsumbildung war er zuletzt vom 14. September 1981 bis zum 11. September 1984 Minister für Nordirland. Dabei bemühte er sich zur Entspannung des aus dem Dirty Protest entstandenen Irischen Hungerstreiks von 1980/81, der unter anderem den Tod des IRA-Aktivisten und nordirischen Unterhausabgeordneten Bobby Sands zur Folge hatte.
Nach seinem Ausscheiden aus dem Unterhaus wurde er am 16. Oktober 1987 als Life Peer mit dem Titel Baron Prior, of Brampton in the County of Suffolk, in den Adelsstand erhoben und gehörte damit dem Oberhaus (House of Lords) an. Zuletzt zählte er zu den beurlaubten Mitgliedern des Oberhauses.